# Saint-Michel-de-Double
 Saint-Michel-de-Double  (en occitano Sent Micheu de Dobla) es una población y comuna francesa, situada en la región de Aquitania, departamento de Dordoña, en el distrito de Périgueux y cantón de Mussidan.

## Demografía
| 419 | 338 | 263 | 260 | 285 | 272 |
| Para los censos de 1962 a 1999 la población legal corresponde a la población sin duplicidades (Fuente: INSEE [Consultar]) |     |     |     |     |     |